# クリスティアン・モルゲンシュテルン (画家)
クリスティアン・モルゲンシュテルン（Christian Ernst Bernhard Morgenstern, 1805年9月29日 - 1867年2月16日）はドイツの風景画家である。

## 略歴
ハンブルクに生まれた。父親のカール・ハインリヒ・モルゲンシュテルン(1769–1813)は肖像画家、美術教師であった。幼くして父親を亡くした後、兄の営む版画出版者で版画家として働いた。1818年まで版画の修行でヨーロッパを旅した。
1824年から絵画をハンブルクの画家、ベンディクセン(Siegfried Detlev Bendixen:1824–1827)に学び 、1827年からノルウェーを旅し、1928年からデンマーク王立美術院に学んだ。
1830年にミュンヘンに移り、バイエルンの高原の風景を描き、風景画家のロットマン(Carl Rottmann:1797-1850)と親しくなった。ミュンヘンで風景画家としての評価を得て、パトロンの支援のもと1836年からアルザス地方を訪れ風景画を描いた。
1839年にハンブルクに帰り、ハンブルク芸術家協会(Hamburger Künstlerverein von 1832)の会員に加わった。1841年から風景画家のエドゥアルト・シュライヒ(Eduard Schleich der Ältere:1812-1874)とインスブルックからボルツァーノを経由してヴェネツィアとトリエステに旅した。1849年にはチロルの谷、Zillertalを訪れ、1850年には北海のヘルゴラント島も訪れた。その後もドイツ各地を描いた。
1860年にバイエルン王国の聖ミカエル勲章（Orden vom Heiligen Michael）を受勲した。
息子のカール・エルンスト・モルゲンシュテルン(Carl Ernst Morgenstern:1847-1928)も風景画家となり、孫のクリスティアン・モルゲンシュテルン(1871-1914)は有名な作家である。

## 作品

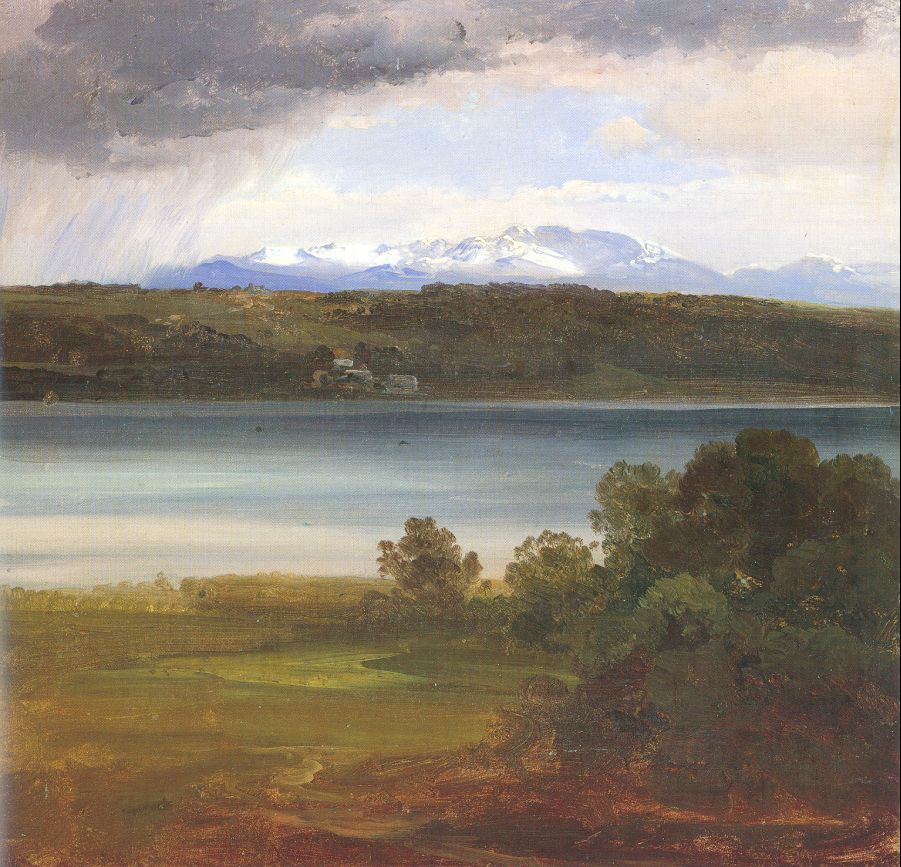
シュタルンベルク湖からの風景
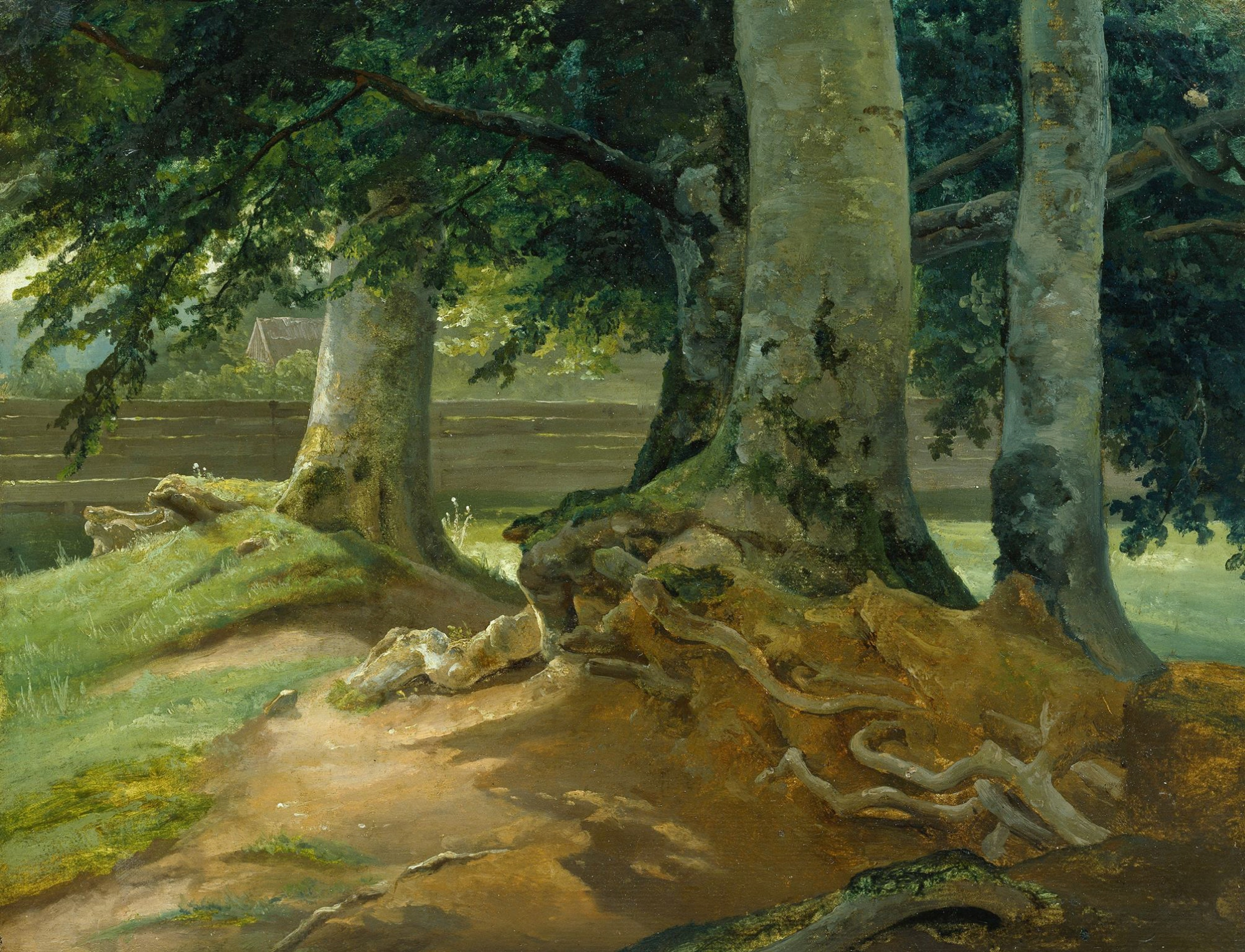
コペンハーゲン近くの森(1828)
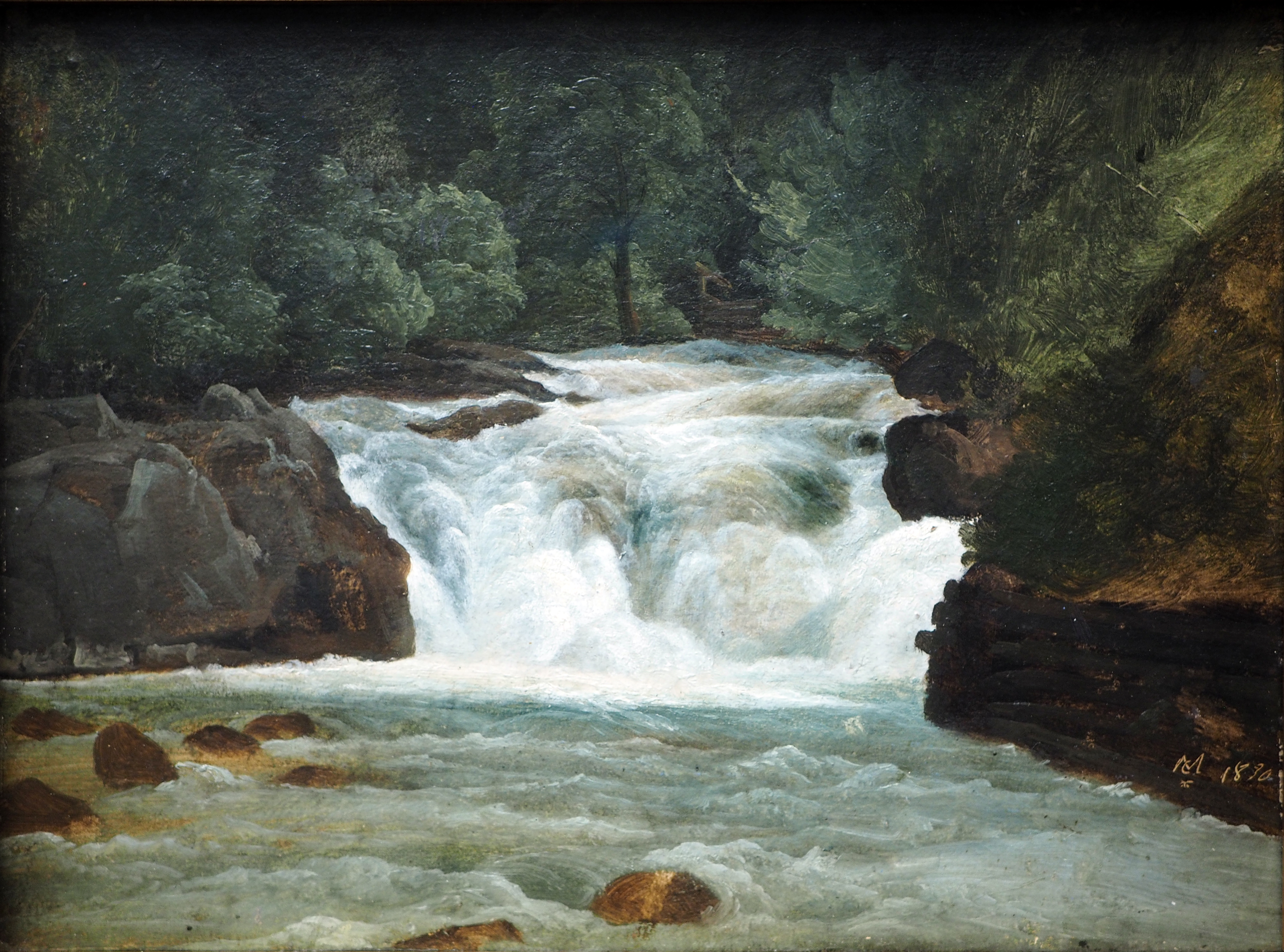
バイエルンの急流 (1830)
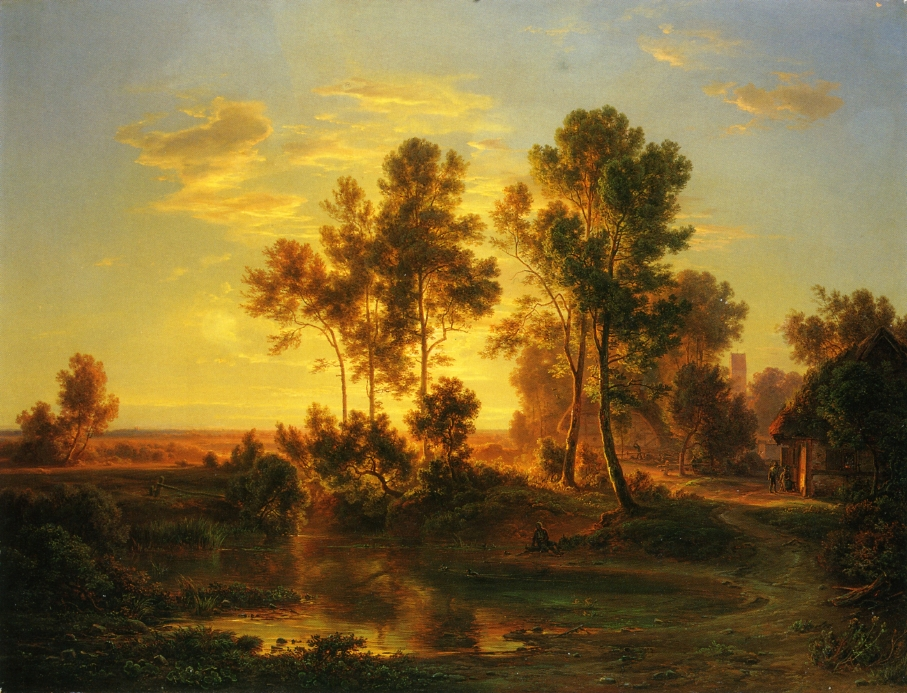
「夕暮れの風景」(1848)
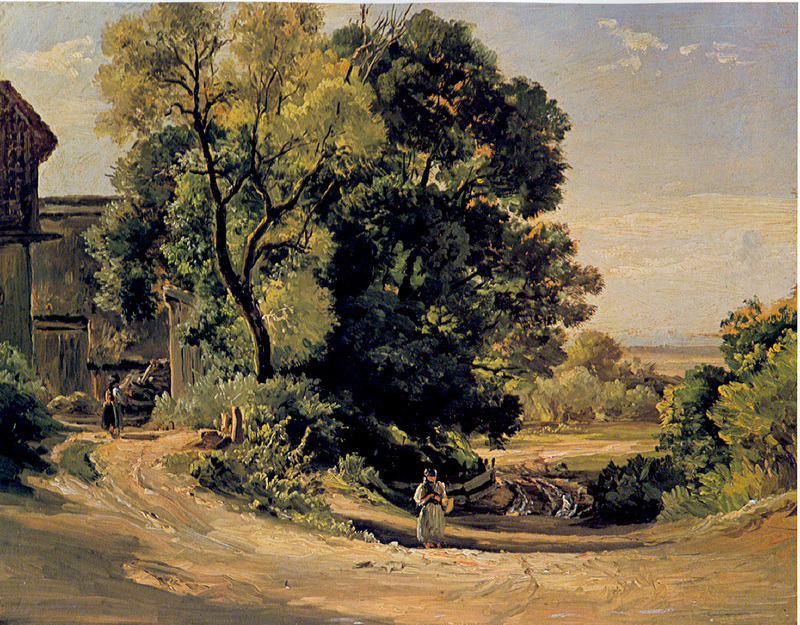
「エッツェンハウゼンの朝」
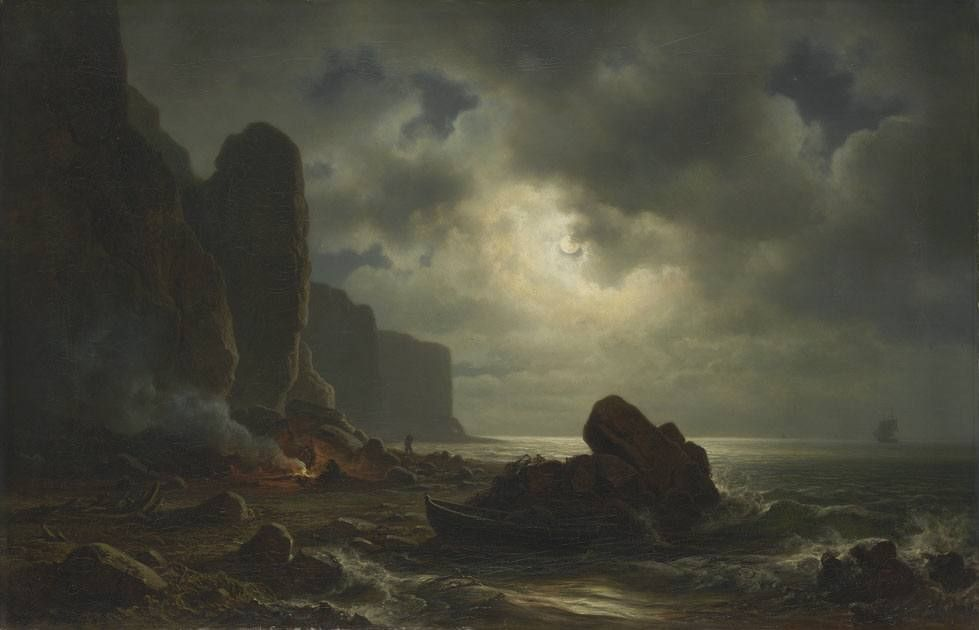
「ヘルゴラント島の海岸」(1863)